# Вестеницкий, Томаш
То́маш Вестени́цкий (словац. Tomáš Vestenický; 6 апреля 1996, Топольчани, Словакия) — словацкий футболист, нападающий клуба «ВиОн».

## Карьера

### Клубная
Томаш начал заниматься футболом в команде из своего родного города, «Топольчани». В 2007 году он присоединился к юношеской команде «Нитры».
13 сентября 2013 года нападающий дебютировал в чемпионате Словакии, выйдя в стартовом составе на игру со «Спартаком» из Трнавы.
В январе 2014 года Вестеницкий был отдан в аренду сроком на 1,5 года с правом последующего выкупа в молодёжную команду итальянской «Ромы». Летом 2015 года Томаш присоединился к римскому клубу на постоянной основе.
4 августа 2015 нападающий был отдан в аренду в «Модену». Первый матч в Серии B он провёл 18 сентября против «Тернаны». Проведя за полгода 3 матча в чемпионате и 1 в кубке Италии, Вестеницкий возвратился в Рим, и был арендован до лета 2016 года польской «Краковией».

### С сборной
Томаш, выступая за юношескую сборную Словакии (до 17 лет) на чемпионате Европы 2013, стал бронзовым призёром турнира. В октябре 2013 года Вестеницкий принимал участие в играх юношеского чемпионата мира в ОАЭ. В 4 матчах он отличился 5 раз.
Нападающий выступал за юношескую сборную (до 19 лет) в отборочных встречах к Чемпионату Европы 2014 и 2015.
6 сентября 2015 года Томаш провёл первый матч за молодёжную сборную Словакии.